# Коротецкая
Коротецкая — деревня в Кирилловском районе Вологодской области.
Входит в состав Чарозерского сельского поселения, с точки зрения административно-территориального деления — центр Коротецкого сельсовета.
Расстояние до районного центра Кириллова по автодороге — 65 км, до центра муниципального образования Чарозера по прямой — 17 км. Ближайшие населённые пункты — Булыкино, Игнатьево, Бараково, Ромашево, Горка-1, Скребино, Спелово, Марковская, Соколино, Олютинская.

## История
В 1966 г. указом президиума ВС РСФСР деревня Поповка 1 переименована в Коротецкая.

## Население
| 2010 |
| ---- |
| 119  |